# Länsväg 292
Länsväg 292 går mellan Söderfors och Hargshamn i Uppsala län, via Tierp, Örbyhus, Österbybruk och Gimo.
Vägen har ny- och ombyggts i flera etapper från 1960-talet och fram till 1990-talet, då den sista etappen mellan Gimo och Hargshamn byggdes. Länsväg 292 kallas ibland även Bruksvägen, då den passerar många f d bruksorter på sträckan mellan Söderfors vid Dalälven i väster och Hargshamn vid Östersjön i öster.
Vägen har en i förhållande till trafikmängden god standard och linjeföring och har mycket stor betydelse för den regionala och lokala pendlings- och godstrafiken i väst-östlig riktning genom norra Uppland. Länsväg 292 går huvudsakligen genom stora skogsområden, förutom vid Tierp och Gimo där den tangerar större uppodlade områden.
Den ansluter till följande större vägar (västerifrån räknat):
- Länsväg C 600
- E4
- Länsväg C 740
- Länsväg C 714
- Länsväg C 709
- Länsväg 290
- Länsväg 288
- Riksväg 76